# Ninazu
En la mitología sumeria Ninazu fue un dios relacionado con los ciclos vegetativos anuales, con atributos de un dios guerrero. Se le relaciona también con la diosa del inframundo Ereškigal. Algunas fuentes lo mencionan como hijo de Enlil y Ninlil, pero en otras aparece como hijo de Ereškigal y Gugalanna. Aparece como hermano de Ninmada en la narración mitológica de "Cómo el grano llegó a Sumer". Otros de sus atributos eran los de un dios sanador. Fue venerado como patrón de la ciudad de Ešnunna en algún momento de Dinástico Antiguo antes de ser reemplazado por Tišpak. 
Se le asocia con el dragón-serpiente Mušḫuššu de la ciudad de Enegi y también con el dragón de Ešnunna, que tras ser conquistada por Babilonia, pasaría a ser uno de los símbolos de Marduk.